# تیم ملی فوتبال زنان مالی
تیم ملی فوتبال زنان مالی نماینده مالی در مسابقات بین‌المللی فوتبال زنان است و تحت نظارت فدراسیون فوتبال مالی، نهاد حاکم بر فوتبال در مالی قرار دارد. آنها مسابقات خانگی خود را در ورزشگاه مودیبو کیتا، ورزشگاه چند منظوره واقع در شهر باماکو، برگزار می‌کنند.
در حال حاضر، مالی در رده‌بندی جهانی زنان فیفا در رتبه ۸۵ قرار دارد. آنها هرگز به جام جهانی فوتبال زنان راه پیدا نکرده‌اند، اما از دوره ۲۰۰۲ در مجموع ۶ بار در جام ملت‌های زنان آفریقا حضور داشته‌اند.